# Kanton Pontacq
Der Kanton Pontacq war von 1790 bis 2015 ein französischer Wahlkreis im Arrondissement Pau im Département Pyrénées-Atlantiques und in der Region Aquitanien; sein Hauptort war Pontacq. Er war 126,73 km² groß und hatte (2006) 9.518 Einwohner, was einer Bevölkerungsdichte von 75 Einwohnern pro km² entsprach.

## Gemeinden
Der Kanton setzte sich aus zwölf Gemeinden zusammen:
| Gemeinde   | Einwohner Jahr | Fläche km² | Bevölkerungsdichte | Postleitzahl | Code INSEE |
| ---------- | -------------- | ---------- | ------------------ | ------------ | ---------- |
| Barzun     | 73 (2013)      | –          | – Einw./km²        | 64530        | 64097      |
| Espoey     | 1082 (2013)    | –          | – Einw./km²        | 64420        | 64216      |
| Ger        | 1908 (2013)    | –          | – Einw./km²        | 64530        | 64238      |
| Gomer      | 283 (2013)     | –          | – Einw./km²        | 64420        | 64246      |
| Hours      | 247 (2013)     | –          | – Einw./km²        | 64420        | 64266      |
| Labatmale  | 249 (2013)     | –          | – Einw./km²        | 64530        | 64292      |
| Limendous  | 596 (2013)     | –          | – Einw./km²        | 64420        | 64343      |
| Livron     | 426 (2013)     | –          | – Einw./km²        | 64430        | 64344      |
| Lourenties | 351 (2013)     | –          | – Einw./km²        | 64420        | 64352      |
| Lucgarier  | 267 (2013)     | –          | – Einw./km²        | 64420        | 64358      |
| Pontacq    | 2882 (2013)    | –          | – Einw./km²        | 64530        | 64453      |
| Soumoulou  | 1525 (2013)    | –          | – Einw./km²        | 64420        | 64526      |

## Bevölkerungsentwicklung
| 1962 | 1968 | 1975 | 1982 | 1990 | 1999 | 2006 |
| ---- | ---- | ---- | ---- | ---- | ---- | ---- |
| 6430 | 6427 | 6577 | 7310 | 8040 | 8340 | 9518 |